# Nick Cotric

a Compétitions nationales et continentales officielles uniquement.

b Matchs officiels uniquement.
Nick Cotric, né le 18 novembre 1998 à Cooma (Australie), est un joueur international australien et serbe de rugby à XIII évoluant aux postes d'ailier, d'arrière ou de centre dans les années 2010 et 2020.
Grand espoir du rugby à XIII australien formé aux Canberra Raiders, c'est avec ce dernier que Nick Cotric réalise ses débuts en National Rugby League lors de la saison 2017. Nommé meilleur débutant de la NRL en 2017, il réalise de grandes performances et prend une part active dans les bons résultats du club qui dispute la finale de la NRL lors de la saison 2019 perdue contre le Melbourne Storm. Cela se concrétise également cette saison-là par une sélection et un succès au State of Origin avec l'équipe de Nouvelle-Galles du Sud, et deux sélections avec l'Australie fin 2019. Il signe en 2020 un gros contrat aux Canterbury-Bankstown Bulldogs mais revient aux Canberra Raiders au bout d'une saison. Titulaire régulier malgré une forte concurrence durant trois saisons (2021-2024), il annonce à 25 ans son départ dans le club français des Dragons Catalans en Super League. Il connaît également une sélection avec la Serbie fin 2024.

## Biographie

### Carrière en National Rugby League (2017-2024)
Né à Cooma dans l'état de Nouvelle-Galles du Sud, Nick Cotric a une ascendance serbe. Il pratique dès son jeune âge au rugby à XIII au sein du club des Valley Dragons avant de rejoindre l'équipe jeunes des Raiders de Canberra.
Il fait ses débuts en National Rugby League (« NRL ») lors de la saison 2017 avec les Raiders de Canberra devenant titulaire au poste d'ailier. Il marque au cours de sa première saison seize essais.

### 2024: Arrivée aux Dragons Catalans en Super League
Son contrat avec les Canberra Raiders se termine fin 2024. En juin 2024, Nick Cotric annonce son départ du club de la capitale australienne pour le club français des Dragons Catalans qui évoluent en Super League. Cette annonce en juin le conduit à être écarté de l'équipe de Canberra jusqu'au terme de la saison. Ainsi, il se présente à 25 ans au club perpignanais pour la saison 2025, accompagné de son capitaine de Canberra Elliot Whitehead, avec un bilan de huit saisons disputées en National Rugby League prenant part à 149 rencontres et y inscrivant 63 essais.

## Palmarès
- Collectif : 
  - Vainqueur du State of Origin : 2019 (Nouvelle-Galles du Sud).
  - Finaliste de la National Rugby League : 2019 (Canberra).

- Individuel : 
  - Nommé meilleur débutant de la National Rugby League :  2017 (Canberra).

### Détails en sélection
| Matchs internationaux de Nick Cotric | Matchs internationaux de Nick Cotric | Matchs internationaux de Nick Cotric | Matchs internationaux de Nick Cotric | Matchs internationaux de Nick Cotric | Matchs internationaux de Nick Cotric | Matchs internationaux de Nick Cotric | Matchs internationaux de Nick Cotric | Matchs internationaux de Nick Cotric | Matchs internationaux de Nick Cotric | Matchs internationaux de Nick Cotric | Matchs internationaux de Nick Cotric |
|                                      | Date                                 | Adversaire                           | Résultat                             | Compétition                          | Poste                                | Points                               | Essais                               | Pen.                                 | Drops                                |                                      |                                      |
| ------------------------------------ | ------------------------------------ | ------------------------------------ | ------------------------------------ | ------------------------------------ | ------------------------------------ | ------------------------------------ | ------------------------------------ | ------------------------------------ | ------------------------------------ | ------------------------------------ | ------------------------------------ |
| sous les couleurs de l'Australie     |                                      |                                      |                                      |                                      |                                      |                                      |                                      |                                      |                                      |                                      |                                      |
| 1.                                   | 25 octobre 2019                      | Nouvelle-Zélande                     | 26-4                                 | Coupe Océanie                        | Ailier                               | -                                    | -                                    | -                                    | -                                    |                                      |                                      |
| 2.                                   | 2 novembre 2019                      | Tonga                                | 6-12                                 | Coupe Océanie                        | Ailier                               | -                                    | -                                    | -                                    | -                                    |                                      |                                      |
| sous les couleurs de la Serbie       |                                      |                                      |                                      |                                      |                                      |                                      |                                      |                                      |                                      |                                      |                                      |
| 1.                                   | 22 octobre 2024                      | Pays de Galles                       | 0-48                                 | Test-match                           | Arrière                              | -                                    | -                                    | -                                    | -                                    |                                      |                                      |

### Détails au State of Origin
| sous les couleurs de la Nouvelle-Galles du Sud |             |       |              |        |   |   |   |   |
| 1.                                             | 5 juin 2019 | 14-18 | Édition 2019 | Ailier | - | - | - | - |

### Détails en club
| Saison | Saison                        | Championnat           | Championnat  | Championnat | Championnat | Championnat | Championnat | Championnat | Sélection | Sélection | Sélection | Sélection | Sélection | Sélection | Sélection |
| Saison | Saison                        | Comp.                 | Class.       | M           | Pts         | Ess.        | Buts        | Dp.         | Comp.     | M         | Pts       | Ess.      | Buts      | Dp.       |           |
| ------ | ----------------------------- | --------------------- | ------------ | ----------- | ----------- | ----------- | ----------- | ----------- | --------- | --------- | --------- | --------- | --------- | --------- | --------- |
| 2017   | Canberra Raiders              | National Rugby League | 10e          | 24          | 64          | 16          | -           | -           |           |           |           |           |           |           |           |
| 2018   | Canberra Raiders              | National Rugby League | 10e          | 24          | 48          | 12          | -           | -           |           |           |           |           |           |           |           |
| 2019   | Canberra Raiders              | National Rugby League | Finaliste    | 22          | 16          | 4           | -           | -           |           | 2         | -         | -         | -         | -         |           |
| 2020   | Canberra Raiders              | National Rugby League | finale prél. | 23          | 56          | 14          | -           | -           |           |           |           |           |           |           |           |
| 2021   | Canterbury-Bankstown Bulldogs | National Rugby League | 16e          | 14          | 12          | 3           | -           | -           |           |           |           |           |           |           |           |
| 2022   | Canberra Raiders              | National Rugby League | 2e tour      | 21          | 28          | 7           | -           | -           |           |           |           |           |           |           |           |
| 2023   | Canberra Raiders              | National Rugby League | 1er tour     | 13          | 12          | 3           | -           | -           |           |           |           |           |           |           |           |
| 2024   | Canberra Raiders              | National Rugby League | 9e           | 8           | 16          | 4           | -           | -           |           | 1         | -         | -         | -         | -         |           |
| 2025   | Dragons Catalans              | Super League          |              | 0           | -           | -           | -           | -           |           |           |           |           |           |           |           |